# Nefelinsyenit

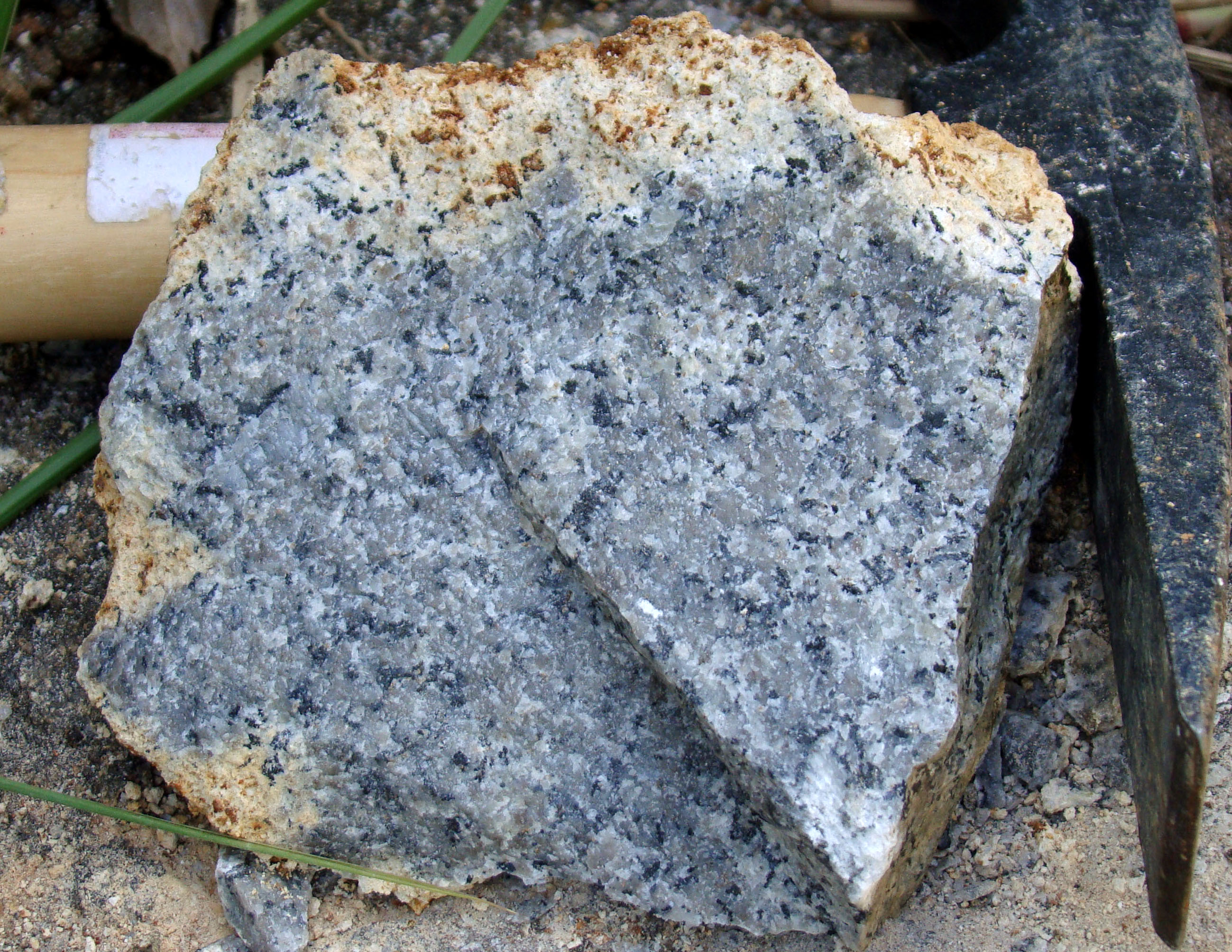
Nefelinsyenit från Tinguá nära Rio de Janeiro i Brasilien.

Nefelinsyenit (även kallad eleolitsyenit och juvit) är en grovkristallinisk, basisk djupbergart, rik på alkalier och karaktäriserad av kalifältspat och nefelin samt frånvaro av kvarts. Mörka mineraler förekommer sparsamt, mest biotit och hornblände.
Nefelinsyenitens sammansättning växlar mycket, och finns i många varianter, varibland märks lardaliten vid Langesungesundsfjorden och Nefelinsyenit vid Almunge, samt den juvit vid Näset på Alnön, som provbröts för framställning av aluminium av Boliden AB omkring 1950.
De i Skandinavien förekommande nefelinsyeniterna tillhör alla postsilurisk tidsålder.